# Jan de Bourg Wetterlund
Jan Cornelius de Bourg Wetterlund, född 6 april 1921 i Vallby församling, Södermanlands län, död 4 augusti 2016, var en svensk arkitekt.
Wetterlund, som var son till kyrkoherde Oscar Wetterlund och Emy de Bourg-en-Bresse, avlade studentexamen i Norrköping 1944 och utexaminerades från Kungliga Tekniska högskolan i Stockholm 1955. Han anställdes hos arkitekt Gösta Wiman i Stockholm 1948 och blev delägare i firman 1954. Wetterlund ritade bland annat ålderdomshem och sinnessjukhus. Han var medredaktör för tidskriften Blandaren 1946–1949.